# Piaye cendré
Coccycua cinerea
Espèce
Synonymes
- Coccyzus cinereus

Statut de conservation UICN

 LC  : Préoccupation mineure
Le Piaye cendré (Coccycua cinerea), aussi connu en tant que Coulicou cendré, est une espèce d'oiseaux de la famille des Cuculidae. C'est une espèce monotypique.

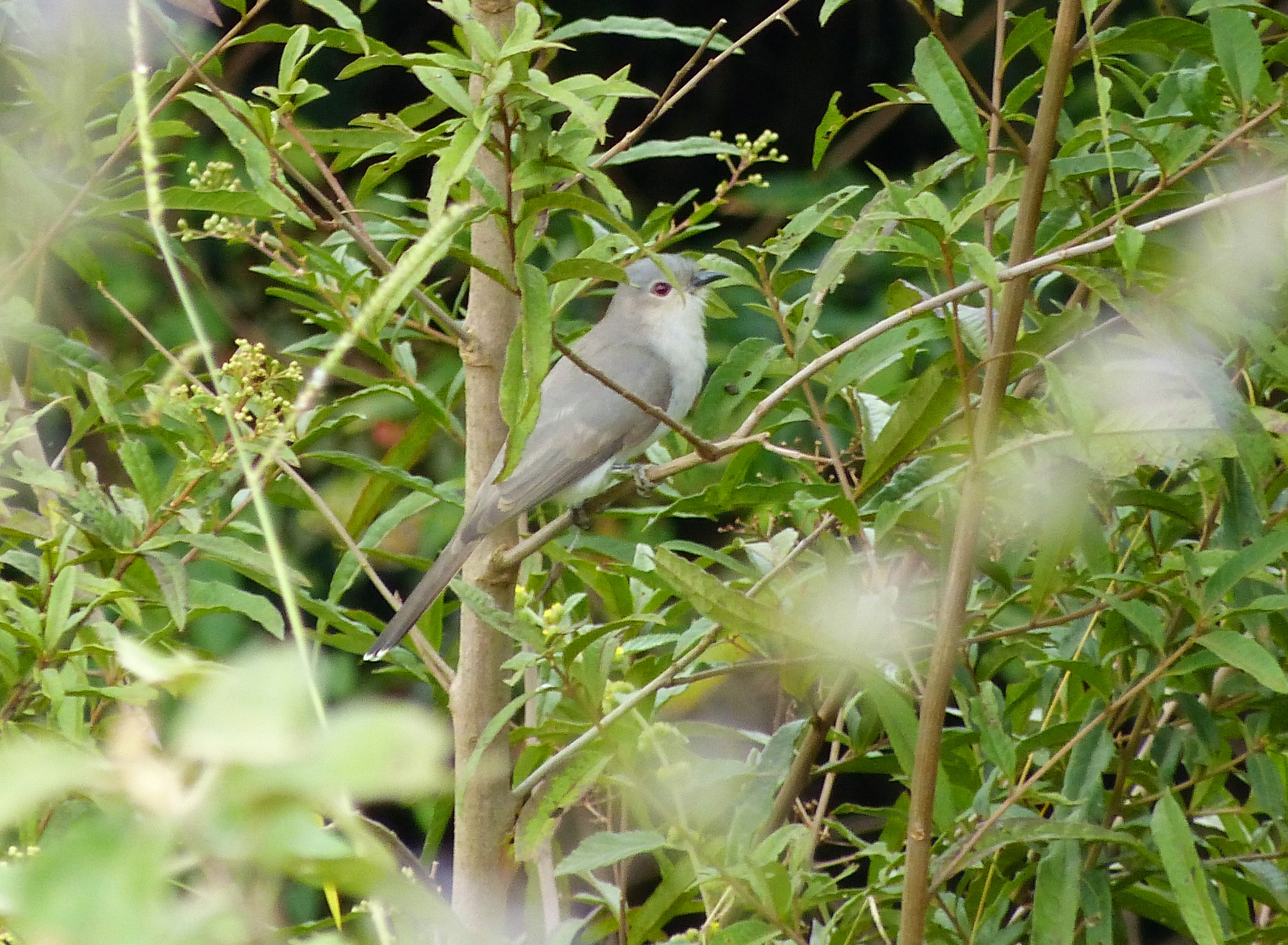
Piaye cendré au Brésil.

## Mensurations
Il mesure 25 cm pour environ 45 g.

## Alimentation
Il se nourrit d'insectes et de leur larve.

## Habitat et répartition
Il fréquente des milieux variés allant de l'est du Gran Chaco au nord de la Pampa. Son aire s'étend sur le nord de l'Argentine, le Paraguay, l'Uruguay et le sud du Brésil ; il hiverne dans le sud de l'Amazonie.